# Éleuthère Mascart
Pour les articles homonymes, voir Mascart et Éleuthère.
Éleuthère Élie Nicolas Mascart, né à Quarouble (Nord) le 20 février 1837 et mort à Poissy le 26 août 1908, est un physicien français. 
Professeur titulaire de la chaire de physique générale et expérimentale au Collège de France durant 36 ans, il dirigea le Bureau central météorologique, et installa une station d'observation au sommet de la tour Eiffel. Président de plusieurs organismes et sociétés savantes, il fut membre puis secrétaire perpétuel de l'Académie des sciences. Homme d'influence et homme de réseaux, il fut capable de faire aboutir d'importants projets, dont la création de l'École supérieure d'électricité et l'adoption des unités électriques internationales.

## Biographie
Fils d'un instituteur, Éleuthère Mascart fait ses études secondaires au collège de Valenciennes, il obtient le baccalauréat ès lettres en 1855 et le baccalauréat ès sciences en 1856. Il devient ensuite aspirant répétiteur au lycée impérial de Lille (arrêté du 21 janvier 1857), puis de Douai, tout en suivant en parallèle la classe de mathématiques spéciales. Reçu en 1858 à l'École normale supérieure, il y poursuit ses études jusqu'en 1861, bénéficiant notamment de l'enseignement d'Émile Verdet, et à la faculté des sciences de Paris, où il suit les cours de physique de César Despretz et Paul Desains. Il obtient en 1860 les licences ès sciences mathématiques et ès sciences physiques. En 1861 (arrêté du 30 septembre), il est reçu le premier à l'agrégation des lycées dans l'ordre des sciences physiques et naturelles (titularisé comme agrégé des lycées par arrêté du 9 septembre 1862 avec effet au 20 février 1862) et est nommé préparateur d'histoire naturelle à l’École normale supérieure. Il prépare alors le doctorat ès sciences physiques qu'il obtient en 1864, à l'âge de 27 ans, devant la faculté des sciences de Paris avec une thèse principale intitulée Recherches sur le spectre solaire ultra-violet et sur la détermination des longueurs d'onde des rayons lumineux et des rayons ultra-violets, ce qui relève donc en même temps de l'analyse spectrale et de la théorie des ondulations.
Mascart est ensuite nommé professeur de physique (3e classe) au lycée impérial de Metz à la rentrée 1864. Il obtient un congé d'inactivité pour l'année 1865-1866 et est chargé de la suppléance d'Émile Verdet par arrêté du 2 mai 1866, ce dernier décédant le 3 juin. Il est ensuite chargé par arrêté du 18 février 1867 de la suppléance provisoire de la chaire de physique du lycée impérial Napoléon (actuel lycée Henri IV) à Paris, le titulaire Henri Debray souffrant d'une affection au larynx, puis nommé au lycée de Versailles à la rentrée 1867. 
Il devient le suppléant de Henri Victor Regnault au Collège de France à partir de 1868, puis chargé du cours en 1871 et nommé titulaire de la chaire de physique générale et expérimentale le 25 mai 1872. Il fait en même temps le cours de physique dans la classe de mathématiques spéciales du collège Chaptal jusqu'en 1878. Il sera suppléé au Collège de France par Paul Langevin de 1903 à sa mort, ce dernier lui succédant comme titulaire.
En 1881, en tant qu'ancien président de la Société française de physique, il préside la souscription en faveur du buste du physicien Joseph-Charles d'Almeida.
Mascart fut le premier directeur du Bureau central météorologique, ancêtre de Météo-France, de 1878 à 1906. C'est à ce titre qu'il fait installer en 1889 une station d'observation météorologique au sommet de la tour Eiffel. C'est aussi comme directeur qu'il représente la France à l'Organisation météorologique internationale (ancêtre de l'Organisation météorologique mondiale) et en est élu président de 1896 à 1907.
En 1884, il est élu membre de l'Académie des sciences, en remplacement de Jules Jamin. Il en devient le secrétaire perpétuel. En 1895, il est nommé président du Comité météorologique international et s'employa à favoriser le développement des recherches météorologiques dans les domaines du magnétisme  terrestre et de l'électricité atmosphérique. Il fut également président de la Société d’encouragement pour l’industrie nationale.
Il fut également le fondateur du Laboratoire central d'électricité en 1888 et de l’École supérieure d'électricité en 1894. C'est à partir de ces deux structures qu'est née l'école française d'électricité, qui, grâce à lui a pu acquérir son autonomie par rapport aux organismes de tutelle comme le service de Télégraphie.
Éleuthère Mascart avait épousé Françoise Léontine Briot, fille du mathématicien et physicien Charles Auguste Briot. Leur fille Mathilde Mascart a épousé en 1886 le géologue Marcel Alexandre Bertrand. Une autre fille d'Éleuthère Mascart, Marguerite, a épousé Henri Rabaud, compositeur et directeur du conservatoire de Paris.
Il a été élevé à la dignité de grand-officier de la Légion d'honneur le 14 août 1900, décoration remise par le Grand Chancelier de l'Ordre le 31 août.
Il meurt à Poissy le 26 août 1908,.

## Principales publications
- Recherches sur le spectre solaire ultra-violet et sur la détermination des longueurs d'onde, Thunot, Paris, 1864.
- Éléments de mécanique, Hachette, Paris, 1866.
- Traité d'électricité statique, Masson, Paris, 1876.
- A Treatise on electricity and magnetism, Londres, 1883.
- Notice sur les travaux scientifiques de M. É. Mascart, Gauthier-Villars, Paris, 1884.
- Traité d'optique, Paris, Gauthier-Villars, 1889-1894, 3 tomes :
  - Tome premier, [lire en ligne]
  - Tome second, [lire en ligne]
  - Tome troisième, [lire en ligne]
- Leçons sur l'électricité et le magnétisme. Tome premier, Phénomènes généraux et théorie, Paris, G. Masson, 1896-1897 (lire en ligne)
- Leçons sur l'électricité et le magnétisme. Tome second, Méthodes de mesure et applications, Paris, G. Masson, 1896-1897 (lire en ligne)
- Introduction à la physique expérimentale, 1888, Texte disponible en ligne sur LillOnum
- The Age of Electricity, Report of the Board of Regents of the Smithsonian Institution, pp. 153–172, 1894.
- Traité de magnétisme terrestre, Gauthier-Villars, Paris, 1900.
- Éléments de mécanique, Hachette, Paris, 1910.